# Challenge Henri Goutars
De International Trial Master Championship (Challenge Henri Goutars) was de eerste voorloper van een officieel wereldkampioenschap in de trialsport. Het evenement werd van 1964 tot 1968 gehouden en de winnaar was, bij gebrek aan competitie van buiten Europa, de facto de officieuze wereldkampioen. In 1968 werd het omgedoopt in het FIM Europees kampioenschap trial en dat werd in 1975 opgewaardeerd naar het FIM Wereldkampioenschap trial.
| WK   | Wereldkampioen          | 2e plaats                | 3e plaats                   |
| ---- | ----------------------- | ------------------------ | --------------------------- |
| 1964 | Don Smith (Greeves)     | Gustav Franke (Zündapp)  | Andreas Brandl (Zündapp)    |
| 1965 | Gustav Franke (Zündapp) | Andreas Brandl (Zündapp) | Günter Sengfelder (Zündapp) |
| 1966 | Gustav Franke (Zündapp) | Don Smith (Greeves)      | Sammy Miller (Bultaco)      |
| 1967 | Don Smith (Greeves)     | Gustav Franke (Zündapp)  | Andreas Brandl (Zündapp)    |